# Kuschener (Mari El)
Kuschener (russisch Кужене́р; Mari Кужэҥер) ist eine Siedlung städtischen Typs in der Republik Mari El in Russland mit 5384 Einwohnern (Stand 14. Oktober 2010).

## Geographie
Der Ort liegt knapp 70 km Luftlinie ostnordöstlich der Republikhauptstadt Joschkar-Ola am Oberlauf der Nemda, eines rechten Zuflusses der Pischma.
Kuschener ist Verwaltungszentrum des Rajons Kuschenerski sowie Sitz der Stadtgemeinde (gorodskoje posselenije) Kuschener, zu der außerdem die Dörfer Bolschoi Sabaner (2 km nordöstlich), Kolotki (südöstlich anschließend) und Saber (4 km nordöstlich) gehören.

## Geschichte
Das Gründungsjahr des Ortes ist nicht bekannt. In einem Gebiet mit geringem russischen Bevölkerungsanteil gelegen, wurde er lokales Zentrum erst um die Wende zum 20. Jahrhundert. 1901 wurde dort ein orthodoxes Nonnenkloster errichtet.
Seit dem 25. Januar 1935 ist Kuschener Verwaltungssitz eines nach ihm benannten Rajons, mit Unterbrechung vom 11. März 1959 bis 12. Januar 1965, als der Rajon aufgelöst und sein Territorium unter den Nachbarrajons aufgeteilt war. 1974 erhielt der Ort den Status einer Siedlung städtischen Typs.

### Bevölkerungsentwicklung
| Jahr | Einwohner |
| ---- | --------- |
| 1939 | 388       |
| 1959 | 1541      |
| 1970 | 2466      |
| 1979 | 4289      |
| 1989 | 6200      |
| 2002 | 5869      |
| 2010 | 5384      |

Anmerkung: Volkszählungsdaten

## Verkehr
Einige Kilometer nördlich von Kuschener führt die Regionalstraße 88K-001 (ehemals R172) von Joschkar-Ola nach Urschum vorbei. Südwestlich umgeht die Regionalstraße 88K-016 in das südöstlich benachbarte Rajonzentrum Paranga die Siedlung.
Die nächstgelegene Bahnstation befindet sich in der Republikhauptstadt Joschkar-Ola.